# فيصل السامر
فيصل السامر مؤرخ وكاتب وأديب ومؤلف عراقي ووزير عراقي سابق.

## حياته
فيصل جرئ مري نعمة مرزوق السامر من عشيرة «السامر» الساكنة في المدينة إحدى نواحي البصرة، ولد في يوم 11 كانون الثاني 1922، وأكمل دراسته الابتدائية والمتوسطة فيها، وكان من المتفوقين في امتحان (البكالوريا) إذ التحق في كلية الملك فيصل ببغداد، وكانت آنذاك (مدرسة ثانوية خاصة للمتفوقين والموهوبين) وبعد تخرجه أوفد إلى مصر فانتسب إلى كلية الآداب بجامعة القاهرة على البكالوريوس (1947)، الماجستير (1950)، وكانت رسالته بعنوان «حركة الزنج».
بعد عودته إلى البصرة عمل فيصل السامر بعد حصوله على البكالوريوس والماجستير مدرساًَ في دار المعلمين الابتدائية، وفي ثانوية البصرة، ثم انتقل ليصبح مدرساً لمادة التأريخ الإسلامي في دار المعلمين العالية (كلية التربية حالياً) ببغداد.
وفي سنة 1953 أكمل الدكتوراه من الجامعة ذاتها وكانت رسالته بعنوان:«الدولة الحمدانية في الموصل وحلب» عمل أستاذاً ورئيساً لقسم التأريخ بكلية الآداب / جامعة بغداد مطلع السبعينات من القرن العشرين... وقد حظي بحب طلبته وزملائه، فكان بحق علماً من أعلام العراق المعاصرين، وصاحب منهج واضح في كتابة التأريخ، تتلمذ على يديه أجيال كثيرة، وتعلمت منه الصدق، والتسامح، والمحبة، والتواضع، والبساطة، وحب فعل الخير مع من يستحق ومن لا يستحق... كان الدكتور فيصل مؤرخاً، وأستاذاً جامعياً، وسياسياً، وباحثاً متميزاً، له حضور متميز على الساحة الثقافية العراقية المعاصرة.
كما كان لإسهاماته في مجال منهج البحث في الدرس والفكر التأريخيين في العراق منذ الخمسينات من القرن العشرين أثر كبير في رفعة شأن المدرسة التأريخية العراقية المعاصرة. اتجه إلى العمل السياسي وكان يسارياً وتقدمياً في تفكيره وتوجيهه، وليس ثمة دلائل على انتماءه إلى الحزب الشيوعي، على الرغم من أنه أحد مؤسسي مجلة «الثقافة الجديدة» التي صدر عددها الأول في تشرين الأول 1953.
في بداية الخمسينيات ـ أيضاً ـ أسهم بفاعلية في حركة السلم التي انطلقت آنذاك، وحضر مؤتمرها السري الأول عام 1954، وفي العام نفسه أصبح مرشح الجبهة الوطنية الانتخابية عن البصرة إلى البرلمان، لكن موافقة المناوئة للحكم الملكي أدت إلى أن يفصل من الخدمة الحكومية مع عدد من زملائه ولم يكتف النظام السياسي السائد آنذاك بفصله بل ألحقه وزملائه بالخدمة العسكرية الإلزامية وأدخل دورة ضباط الاحتياط العاشرة التي خصصت للمفصولين سنة 1955، وبعد تسريحه اضطر للسفر إلى الكويت للتدريس في بعض معاهدها التعليمية ولم يعد إلى العراق إلا بعد قيام ثورة تموز 1958، إذ أصبح الدكتور السامر، من الشخصيات المهمة بعد الثورة، فتسلم مناصب عديدة منها (مدير التعليم العام) في وزارة التربية (المعارف)، وهو من الداعين لتأسيس نقابة لهم، ولما تشكلت أول نقابة بعد 14 تموز 1958، صار أول رئيس لها.
وفي سنة 1959 اختاره القائد العام للقوات المسلحة ورئيس الوزراء عبد الكريم قاسم، وزيراً للإرشاد (الإعلام)... وخلال الحقبة الوزارية أسس وكالة الأنباء العراقية، والفرقة السمفونية، ودار الأوبرا.
في عام 1961 استقال الدكتور فيصل السامر من منصبه الوزاري وقبل منصب سفير العراق في إندونيسيا وبعد انقلاب 8 شباط 1963، ذهب إلى (تشيكوسلوفاكيا) حيث عمل أستاذاً في أكاديمية العلوم في براغ.
حينها أسقطت الحكومة العراقية آنذاك جنسيته العراقية وجواز السفر عنه، لقد عرضت عليه الحكومة التشيكية جنسيتها له ولأسرته، فاعتذر عن قبولها. وفي عام 1967، سمحت له الحكومة العراقية بالعودة إلى العراق، فاستعاد الجنسية العراقية.
وفي تموز 1968 عاد إلى العراق والتحق بأعضاء هيئة التدريس بكلية التربية، ثم أعيد إلى قسم التأريخ بكلية الآداب ليعمل أستاذاً، وقد انتخبه زملائه رئيساً للقسم، وبقي كذلك سنوات، ثم تفرغ للبحث العلمي والتدريسي والإشراف على طلبة الدراسات العليا، تميز إنتاجه العلمي شكلا ومضمونا.

## مؤلفاته
ومن إصدارات السامر كتاب نشر سنة 1948 بعنوان: «صوت التأريخ» وضم الكتاب مضوعات عن أثينا والديمقراطية، والإسلام، والحركة البروتستانتية، والثورة الفرنسية، فضلاً عن رسالتيه الماجستير (ثورة الزنج) التي طبعت أكثر من مرة أولها ببغداد سنة 1954 وآخرها ببيروت سنة 1971 وللدكتوراه (الدولة الحمدانية في الموصل وحلب)، وقد طبعت مرتين الأولى في بغداد سنة 1953 والثانية في القاهرة سنة 1970، ويقع الكتاب في جزأين وأهم إنجازاته العلمية فضلاً عن ذلك هي:

### أولاً ـ كتبه
1. الاصول التأريخية للحضارة العربية الإسلامية في الشرق الاقصى، بغداد، 1977.
2. العرب والحضارة الأوربية، بغداد 1977. وهو الكتاب الأول من سلسلة كتب الموسوعة الصغيرة.[2]
3. ابن الاثير، بغداد، 1983.
4. ثورة الزنج 1977.

### ثانياً ـ البحوث المنشورة
من بحوثه المنشورة:
1. موقفنا من المدينة الغربية، الكويت، 1959.
2. السفارات العربية إلى الصين في العصور الوسطى الإسلامية، بغداد، 1971.
3. ملاحظات في الأوزان والمكاييل وأهميتها، بغداد 1971.
4. التسامح الديني والعنصري في التأريخ العربي الإسلامي، بغداد 1972.
5. الفكر العربي في مواجهة الفكر الغربي، بغداد، 1972.
6. حركة التجديد الديني والعلماني في إندونيسيا، بغداد، 1972.
7. خواطر وذكريات عن طه حسين، بغداد، 1974.
8. الأهمية الاجتماعية والاقتصادية للمكاييل والأوزان الإسلامية، باريس، 1975.
9. جوانب جديدة من حياة الملك فيصل الأول، باريس، 1976.
10. اليهود لعراقيين، لمحات تأريخية، بغداد، 1977.
11. مواد الكتابة عند العرب، تونس، 1979.
12. العراق، اكستر، 1981.
13. نهضة التجارة العربية في العصور الوسطى، بغداد، 1981.
14. الحياة الحزبية في الوطن العربي بعد الحرب العالية الثانية، بغداد، 1978.

### ثالثاً ـ تحقيق الكتب
كما انصرف لتحقيق بعض كتب التراث منها:
ـ كتاب (عيون التواريخ، لابن شاكر، ثلاثة أجزاء) بالاشتراك مع نبيلة عبد المنعم داود  وطبع ببغداد بين سنتي 1977 و 1984.

### رابعاً ـ الترجمة
وله ترجمات عن اللغتين الفرنسية والإنجليزية منها:
1. كتاب (أزمة الحضارة) لجوزيف أ. كاميليرس، غ. د يمومبين.

## قالوا عنه
وقد أثنى عليه الأستاذ حميد المطبعي في موسوعته (اعلام العراق في القرن العشرين) الجزء الثاني السمر حيث قال إنه "عالم بالتأريخ" كانت له "مواقف وطنية" وقد "أسهم في الحياة الثقافية إسهاماًُ لامعاً" ونقل عنه رأيه في التأريخ والمؤرخين وقال "إن المؤرخ، في رأي الدكتور السامر، لا يكون مجرد راوية أمين لاحداث الماضي فقط، فهذا واجب من واجباته فحسب، إن الواجب الأكثر أهمية وأصالة في أن يكون المؤرخ طرفاً نشيطاً تفسير أحداث عصره تفسيراً واعياً.
وفي رأيه أيضاً «إذا كان من واجب المؤرخ أن يكون بين القوى المنظمة للحياة الحاضرة والمساعدة على دفعها إلى الأمام، فأن مؤرخينا مدعوون إلى أن يسلطوا الضوء على الحلقات المضيئة والعلامات الدالة على حيوية الحضارة العربية كي نجعل التأريخ حافزاً من حوافز نضالنا ونهوضنا الحديث».
لقد كان هم السامر هو أن يطلع القاصي والداني على منجزات العرب والمسلمين في حقول الحضارة والثقافة والأدب والفنون، وكثير من هذه المنجزات ذات علاقة مباشرة بحمية المسلمين في نشر دينهم في كل بقعة يستطيعون الوصول إليها باعتبار ذلك جزءاً من رسالة الإسلام، كما أن تلك المنجزات، برأي الدكتور السامر ارتبطت بهدف ثان هو النشاط الاقتصادي الذي رافق توسع الدولة العربية الإسلامية، وامتداد أقاليمها، فمع أن التاجر العربي كان يسعى للحصول على الربح، إلا أنه لم يأل جهداً في نقل عقيدته وإيصالها إلى جميع أولئك الذين يقدر له أن يتعرف عليهم في رحلاته في الأقاليم التي يذهب إليها.

## وفاته
توفي، صباح يوم 14 كانون الأول سنة 1982 في بريطانيا وترك ثلاثة بنات هن سوسن دكتوراه في الأدب الإنجليزي في كلية الآداب جامعة بغداد وياسمين مهندسة معمارية في أبو ظبي ولبنى خريجة جامعة برايتون البريطانية.